# Шляховая
Шляхова́я (укр. Шляхова́, пол. Szlakowa) — село на Украине, находится в Бершадском районе Винницкой области.
Код КОАТУУ — 0520487503. Население по переписи 2001 года составляет 1995 человек. Почтовый индекс — 24432. Телефонный код — 4352.
Занимает площадь 36,89 км².

## Адрес местного совета
24432, Винницкая область, Бершадский р-н, с. Шляховая, ул. Ленина, 2

## Известные жители и уроженцы
- Карман, Екатерина Петровна (род. 1922) — Герой Социалистического Труда.
- Кузык, Григорий Иосифович (1923—2007) — Герой Социалистического Труда.